# Time Clocks
Blues Deluxe Vol. 2 — пятнадцатый студийный альбом американского блюз-рокового музыканта Джо Бонамассы, изданный 29 октября 2021 года на студии J&R Adventures.

## История
Песни «Notches», «The Heart That Never Waits» и заглавный трек были выпущены в качестве синглов до альбома.
American Songwriter написал про альбом, что в нём «… много его фирменного сурового корневого рока в мощных аккордах и жёстком шаффле „The Heart That Never Waits“ и риффовом новоорлеанском ритмичном бурлящем фанке „Hanging on a Loser“. Но женское бэк-трио, добавленное к большинству композиций, таких как горько-сладкая баллада „Mind’s Eye“, привносит госпел и немного призрачные вибрации».

## Отзывы
| Оценки критиков     | Оценки критиков |
| Источник            | Оценка          |
| ------------------- | --------------- |
| American Songwriter | [ 3 ]           |
| Classic Rock        | [ 4 ]           |

Альбом получил положительные отзывы музыкальной критики и интернет-изданий. Хэл Хоровиц в рецензии в American Songwriter написал, что «Даже имея обширный каталог концертных и студийных дисков, Бонамасса осваивает новые территории, оставаясь в рамках блюза. Его голос — слабое звено. Он адекватен, но не настолько уникален и душевен, чтобы вгрызаться в мясо этого материала с необходимой силой и авторитетом». В итоге Хоровиц сделал вывод, что стоит добавить «впечатляющий „Time Clocks“ на … полки с записями Бонамассы. В этом обширном наборе более чем достаточно доказательств того, что Джо Бонамасса не намерен останавливаться на достигнутом или принимать свой звёздный статус в жанре блюз-рока как должное».

## Список композиций
| №                   | Название                     | Длительность |
| ------------------- | ---------------------------- | ------------ |
| 1.                  | «Pilgrimage»                 | 0:55         |
| 2.                  | «Notches»                    | 7:03         |
| 3.                  | «The Heart That Never Waits» | 5:51         |
| 4.                  | «Time Clocks»                | 7:07         |
| 5.                  | «Questions and Answers»      | 4:09         |
| 6.                  | «Mind's Eye»                 | 6:17         |
| 7.                  | «Curtain Call»               | 7:31         |
| 8.                  | «The Loyal Kind»             | 6:48         |
| 9.                  | «Hanging on a Loser»         | 4:17         |
| 10.                 | «Known Unknowns»             | 6:48         |
| Общая длительность: | Общая длительность:          | 56:46        |

## Чарты
| Чарт (2021)                         | Высшая позиция |
| ----------------------------------- | -------------- |
| Австрия (Ö3 Austria)                | 6              |
| Бельгия/Фландрия (Ultratop)         | 14             |
| Бельгия/Валлония (Ultratop)         | 39             |
| Нидерланды (Album Top 100)          | 5              |
| Финляндия (Suomen virallinen lista) | 24             |
| Германия (Offizielle Top 100)       | 3              |
| Польша (ZPAV)                       | 13             |
| Шотландия (Scottish Albums Chart)   | 8              |
| Швейцария (Schweizer Hitparade)     | 4              |
| Великобритания (UK Albums Chart)    | 13             |
| США (Billboard 200)                 | 136            |
| США (Billboard Independent Albums)  | 15             |
| США (Billboard Top Rock Albums)     | 22             |